# Michael Barry (écrivain)
Pour les articles homonymes, voir Michael Barry et Barry.
Michael Barry est un écrivain américain, né en 1948 à New York. Il est professeur au département d’études proche-orientales à l’université de Princeton, ancien président du comité de conseil du Département d’art islamique du Metropolitan Museum of Art de New York, conseiller auprès de l’Aga Khan pour le nouveau musée de Toronto et spécialiste incontesté de la miniature persane.
C'est également un humanitaire, spécialiste de l'Afghanistan, il est l'auteur de nombreux livres, notamment sur le commandant Massoud (Massoud, De l'islamisme à la liberté) pour lequel il reçut le prix Femina essai en 2002. Il est également le traducteur en français du poète Nezâmi de Gandja avec Le pavillon des sept princesses. Il parle parfaitement le français.
Il est longuement interviewé dans le reportage de Didier Martiny "Qui a tué le commandant Massoud ?".

## Œuvres
- Le Royaume de l'insolence, l'Afghanistan : 1504-2001, Flammarion, 1984, rééd. 2002.
- Faïences d'azur, Impr. nationale éd., 1995.

- Prix Eugène-Carrière de l’Académie française 1997.
- Massoud : De l'islamisme à la liberté, Louis Audibert, 2002.
- L'art figuratif en Islam médiéval, Flammarion, 2004.
- Le royaume de l'insolence : L’Afghanistan, 1504-2011, Flammarion, 2011.
- Farid ud-Din' Attar : Le Cantique des oiseaux d'Attâr, illustré par la peinture en Islam d'orient, traduction inédite en vers de Leili Anvar, commentaires et introduction de Michael Barry et Leili Anvar, Éditions Diane de Selliers, 2012  (ISBN 978-2-36437-003-6).
- Mission à Kaboul. La relation de sir Alexander Burnes (1836-1838). Préface de Michael Barry, traduction et dossier historique de Nadine André, Paris: éditions Chandeigne, collection: Magellane, 2012.
- Le Cri afghan, l'Asiathèque, Paris, 2021.